# Josep Aguilar Giner
Josep Aguilar Giner   (l'Eliana, 1951), més conegut com a Locheta, va ser un jugador professional de pilota valenciana, en la modalitat d'Escala i corda, considerat com un dels "mitgers" més eficaços del Trinquet de Pelayo. Va debutar el 1969 al trinquet de La Pobla de Vallbona, però una lesió l'obligà a retirar-se a començaments dels anys 1980, quan es trobava en la plenitud de la seua carrera.

## Palmarès
- Subcampió Nacional d'Escala i corda: 1974 i 1975